# Paul de Jong
Paul de Jong (13 januari 1983) is een Nederlands roeier en woont in Haarlem.
De Jong heeft in september 1999 een zeer ernstig brommerongeluk gehad waardoor hij verlamd is geraakt aan zijn linkerarm.
Voor zijn ongeluk deed De Jong ook al veel aan sport. Zo deed hij tot en met zijn 15de aan wedstrijdzwemmen, waaronder deelname aan de NK Junioren in 1998. Na zijn revalidatie is hij weer gaan zwemmen, totdat hij in aanraking kwam met het roeien.
De Jong kwam in 2008 voor Nederland uit op de Paralympische Zomerspelen in Peking in de klasse LTA4+.
De Jong rondde een bacheloropleiding Industrieel Ontwerpen af op de TU Delft, en is nu User Experience Designer. Ook heeft hij in 2010/2011 de International Master of Sport Management afgerond aan de Johan Cruyff University.